# Diskologie
Die Diskologie ist die Wissenschaft, die sich mit Aufnahme und Verbreitung kommerziell produzierter und vervielfältigter Tonträger unter musikologischen, soziologischen, psychologischen, ökonomischen und technologischen Aspekten beschäftigt. Der Begriff Diskologie wurde zwar bereits 1961 von dem Musikwissenschaftler Erich Valentin geprägt, doch erst seit ca. 2000 werden diskologische Fragestellungen verstärkt von der akademischen Musikwissenschaft behandelt. Im deutschsprachigen Raum haben die diesbezüglichen Publikationen von Martin Elste eine Vorreiterstellung eingenommen, was die diskologische Beschäftigung mit klassischer Musik betrifft. Die Diskologie setzt sich von der Diskographie insofern ab, als letztere als hilfswissenschaftliche Disziplin der Diskologie in Analogie zur Bibliographie die systematische Dokumentierung von Tonträgern darstellt.